# Henrik Robert
Henrik Duntzfeldt Robert (* 20. März 1887 in Hurum; † 2. September 1971 in Asker) war ein norwegischer Segler.

## Erfolge
Henrik Robert gewann 1924 in Paris bei den Olympischen Spielen die Silbermedaille, als er im Monotyp 1924 den zweiten Platz hinter Léon Huybrechts belegte. Die Jolle war eine französische Einmann-Einheitsklasse, entworfen im Jahr 1921 von Gaston Grenier für die Olympischen Spiele 1924 in Paris (Austragungsort der Segelwettbewerbe auf der Seine bei Meulan). 
Bei den Olympischen Spielen 1928 in Amsterdam trat er in der 12-Fuß-Jolle an. Robert gewann drei der insgesamt acht Rennen und wurde damit hinter Sven Thorell und vor Bertel Broman Zweiter, sodass er eine weitere Silbermedaille erhielt.

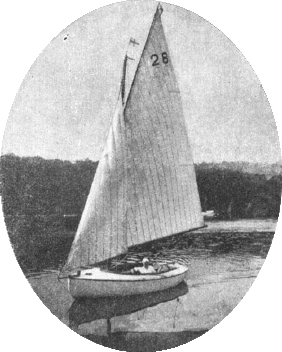
Monotyp 1924
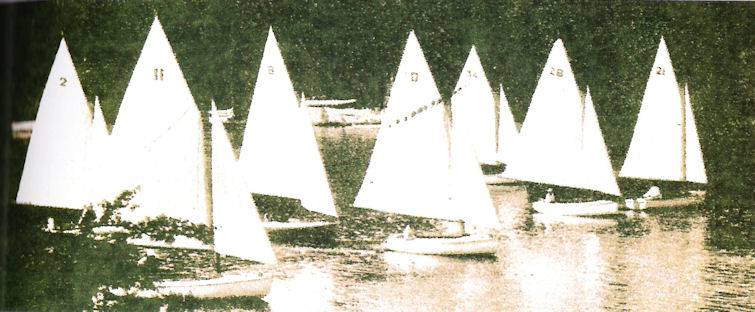
Olympische Regatta vor Meulan 1924, Monotyp Klasse
Segelriß Monotyp 1924 (Entwurf: Gaston Grenier)
Segelriß 12-Fuß-Jolle